# Lophochernes elegantissimus
Lophochernes elegantissimus är en spindeldjursart som beskrevs av Beier 1964. Lophochernes elegantissimus ingår i släktet Lophochernes och familjen tvåögonklokrypare. Inga underarter finns listade i Catalogue of Life.